# Mar Morta
La mar Morta o el mar Mort (àrab: البحر الميت, al-baḥr al-Mayyit, ‘el mar Mort’; hebreu: יָם הַמֶּלַח, yam ha-Melaḥ‎, ‘mar de Sal’) és un llac salat que es troba entre Cisjordània, Israel i Jordània, alimentat pel riu Jordà. Se situa a la vall del Rift de Jordània, en una depressió a 422 metres sota el nivell de la mar; és el punt més baix de la superfície de la Terra en terra ferma, i ocupa uns 625 km². Ara bé, fa un segle, el nivell era a 395 metres i ocupava una àrea de 1.200 km². Conté una de les aigües més salades del món amb el 33,7% de salinitat i el seu principal afluent és el riu Jordà. És 8,6 vegades més salat que els oceans, i només és superat pel llac Assal (Djibouti), el Kara-Bogaz-Gol (Turkmenistan) i alguns llacs hipersalins de les Valls Seques a l'Antàrtida, com l'estany Don Juan. Aquesta elevada salinitat crea un entorn hostil a la vida i d'aquí, el seu nom. La mar Morta té una llargada de 67 quilòmetres i 18 quilòmetres en el seu punt més ample.

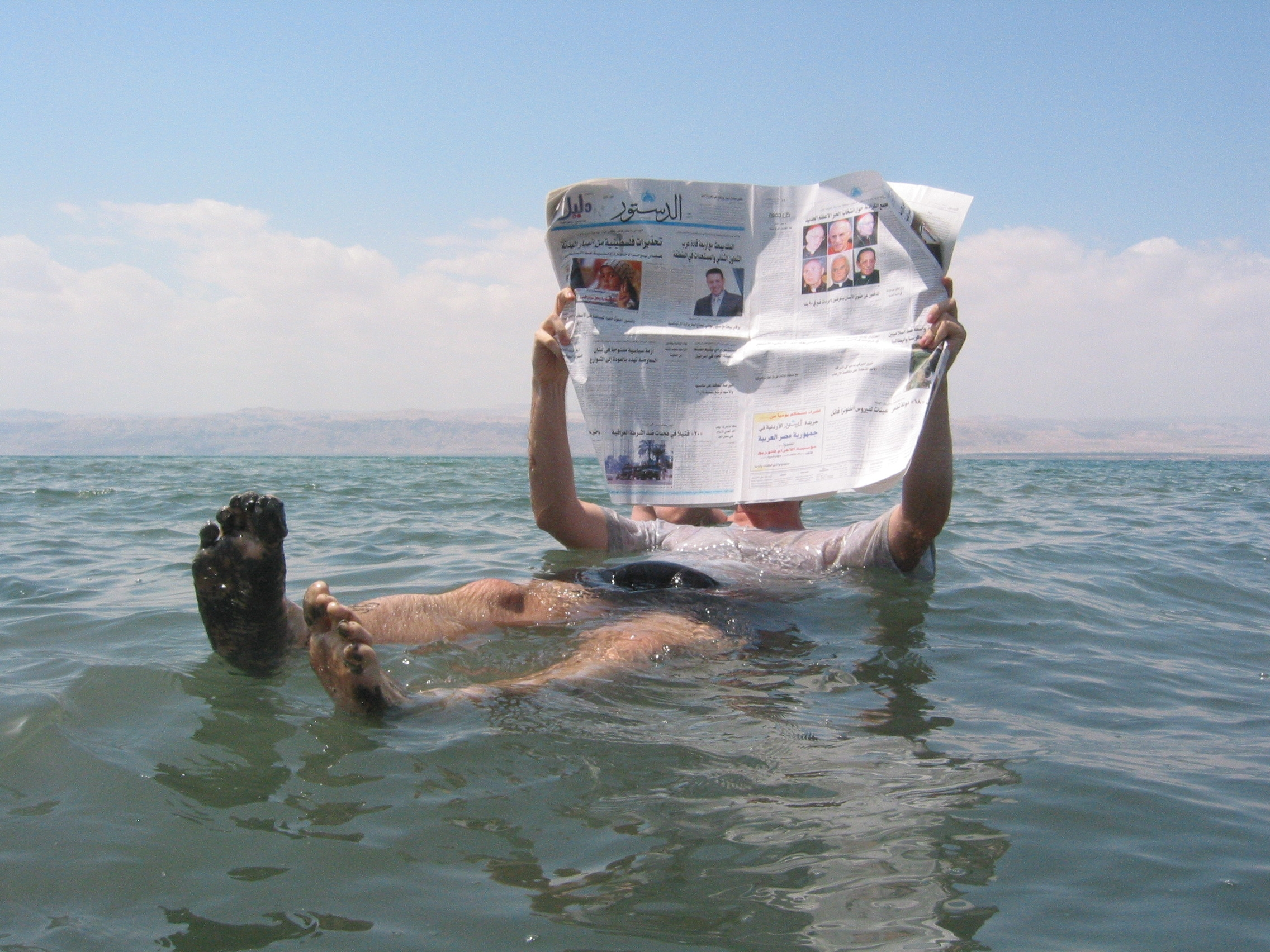
L'elevada salinitat de l'aigua augmenta la flotabilitat dels banyistes

La mar Morta ha atret visitants de tota la conca del Mediterrani durant els darrers mil·lennis. Segons la Bíblia, va ser un lloc de refugi per al rei David. Va ser un dels primers centres de salut, per a Herodes el Gran, i ha estat el proveïdor d'una àmplia varietat de productes, des de bàlsams per a la momificació egípcia, a potassa per als fertilitzants. La gent també utilitza la sal i els minerals de la mar Morta per a crear cosmètics amb herbes.

## Geografia
La mar Morta és un llac endorreic ubicat a la vall del riu Jordà, un accident geogràfic format per una falla. Es tracta d'una falla transformant que es troba al llarg dels límits entre la placa tectònica africana i l'aràbiga. Discorre entre la falla d'Anatòlia oriental, a la zona de Turquia, i l'extrem nord de la mar Roja, dins de la mar al sud de la península del Sinaí.
L'únic riu important que hi desemboca és el Jordà. A més, sota de l'aigua del llac i a les vores, hi ha fonts i brolladors permanents que formen pous i sorramolls. Com que la mar Morta no té sortida vers cap altre mar, totes les pèrdues d'aigua són per evaporació, que és molt elevada per la baixa humitat atmosfèrica. A l'oest de la mar Morta, s'aixequen les muntanyes de Judea, que són menys escarpades i molt més baixes que les muntanyes que hi ha cap a l'est. Al llarg de la part sud-oest del llac, hi ha una formació d'halita de 210 metres d'altura que és coneguda com a muntanya de Sodoma.
Les precipitacions que rep són escasses: es troben entre els 100 mm per any a la part nord i els 50 mm/any a la part sud, amb una distribució temporal del tipus mediterrani. L'aridesa de la zona és deguda a l'efecte d'ombra orogràfica que provoquen les muntanyes de Judea. Les terres altes situades a l'est de la mar Morta reben més precipitacions que el mateix llac.

## Clima
El clima de la mar Morta ofereix cels assolellats durant tot l'any i un aire sec amb baixa contaminació. Rep menys de 100 mm de precipitació mitjana anual i la temperatura mitjana a l'estiu se situa entre 32 i 39°C, mentre que a l'hivern oscil·len entre 20 i 23 °C. A la regió, hi ha una gran radiació ultraviolada, en particular els UVB, i un ambient caracteritzat per un alt contingut en oxigen a causa de l'alta pressió atmosfèrica. El llac afecta les temperatures properes, a causa de l'efecte moderador que té la presència d'una gran massa d'aigua sobre el clima. Durant l'hivern, la temperatura del llac tendeix a ser superior a la temperatura de la terra, i al contrari durant els mesos d'estiu.

## Història natural
Hi ha dues hipòtesis sobre l'origen de la baixa elevació de la mar Morta. La hipòtesi més antiga afirma que es troba en una autèntica esquerda terrestre, una extensió de l'esquerda de la mar Roja o, fins i tot, de la gran vall del Rift d'Àfrica oriental. Una hipòtesi més recent apunta que la conca de la mar Morta és conseqüència d'una discontinuïtat en la transformació de la zona, creant una extensió de l'escorça i un posterior enfonsament.
Fa uns tres milions d'anys, el que avui és la vall del riu Jordà, la mar Morta, i Wadi Araba, es van inundar diverses vegades per les aigües de la mar Mediterrània. Les aigües varen formar en una badia estreta i tortuosa que connectava amb la mar a través del que avui és la vall de Jizreel. Les inundacions de la vall apareixien i desapareixien depenent de l'evolució dels cicles del canvi climàtic. El llac que ocupava la depressió de la mar Morta, anomenat llac de Sodoma, va dipositar un llit de sal, que va a arribar a ser de 3 km de gruix.
D'acord amb la teoria geològica, fa aproximadament dos milions d'anys, la terra entre la fossa tectònica i la mar Mediterrània va augmentar fins al punt que l'oceà no podia inundar la zona. Així, la llarga badia es va convertir en un llac.
El primer llac prehistòric és el llac Gomorra. Un llac que va ser d'aigua dolça o salabrosa, que s'estenia com a mínim 80 km al sud de l'extrem sud de l'actual mar Mort i 100 km al nord, per sobre de l'actual vall d'Hula. A mesura que el clima es va fer més àrid, el llac Gomorra es va reduir i es va convertir en salat. Aquest llac salat predecessor de la mar Morta es deia llac Lisan.

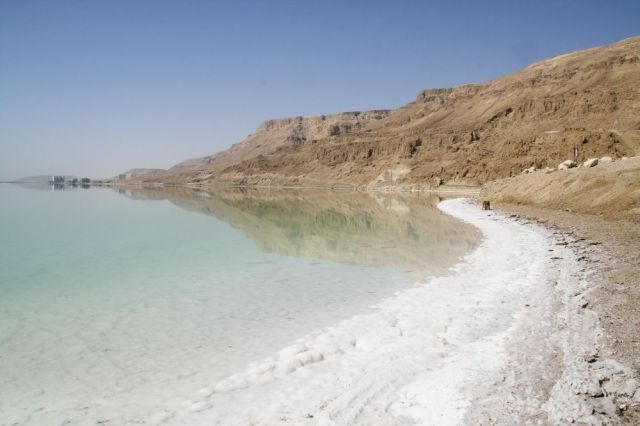
Prop d'Ein Gedi, la sal s'acumula al llarg de les ribes de la mar Morta

Al període prehistòric, es varen dipositar grans quantitats de sediments al fons del llac Gomorra. Els sediments eren més pesant que els dipòsits de sal i els van estrènyer cap amunt en el que ara és la península Lisan i el mont Sodoma (al costat sud-oest del llac). Els geòlegs expliquen aquests efectes amb un símil d'un cub de fang en què es posa una pedra plana gran, forçant el fang a enfilar-se pels costats del cub. Quan el fons de la mar Morta es va enfonsar a causa de les forces tectòniques, les muntanyes de sal de Lisan i Sodoma es varen mantenir i es convertiren en penya-segats.
Fa entre 70.000-12.000 anys, el nivell del llac era entre 100 a 250 metres superior al seu nivell actual. Aquest llac, anomenat llac Lisan, fluctuava considerablement, i arribà al seu nivell més alt al voltant de fa 26.000 anys, indicant l'existència d'un clima molt humit a l'Orient Pròxim. En algun moment, fa uns 10.000 anys, el nivell del llac va disminuir dràsticament, probablement a nivells fins i tot més baixos que en l'actualitat. Durant els últims milers d'anys, el llac ha fluctuat al voltant de 400 metres amb alguns descensos i pujades significatius. Tot i que les teories actuals sobre la causa d'aquest important descens dels nivells descarten l'activitat volcànica, es pot pensar en un esdeveniment sísmic.

## Química

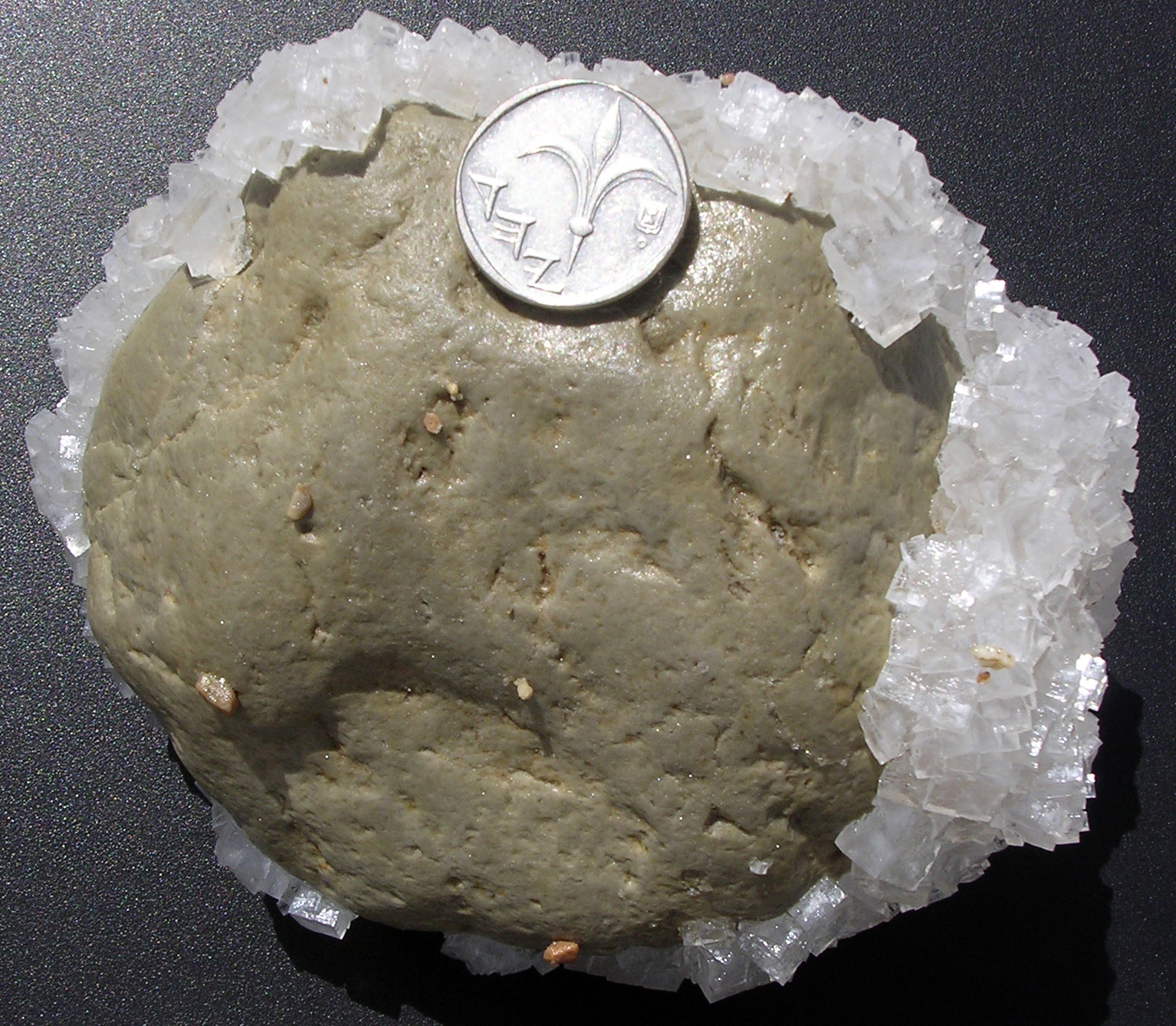
Còdol gran amb incrustacions d'halita evaporada en la mar Morta, a prop d'Ein Gedi

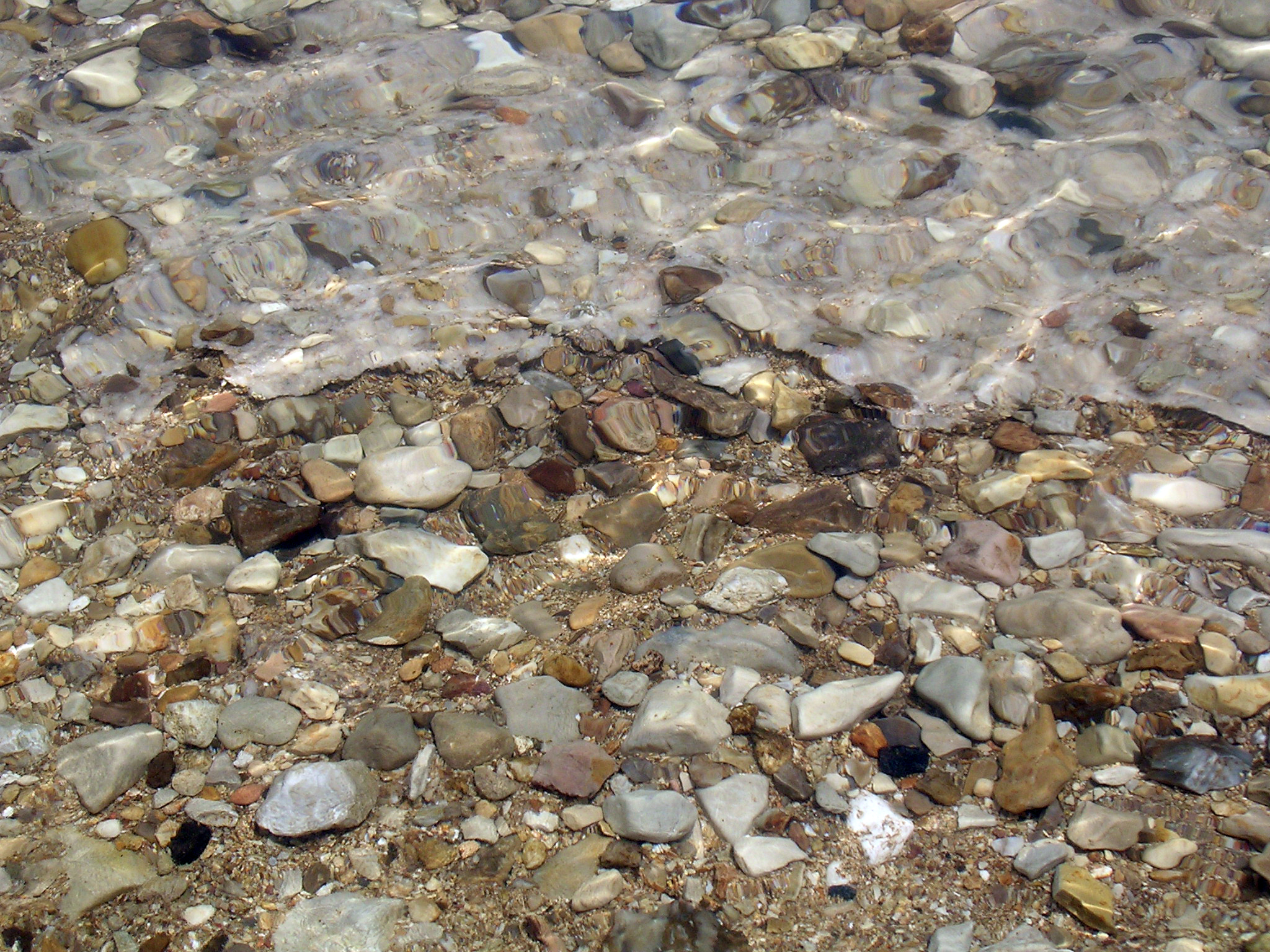
Còdols cimentats amb halita a la riba occidental de la mar Morta, a prop d'Ein Gedi

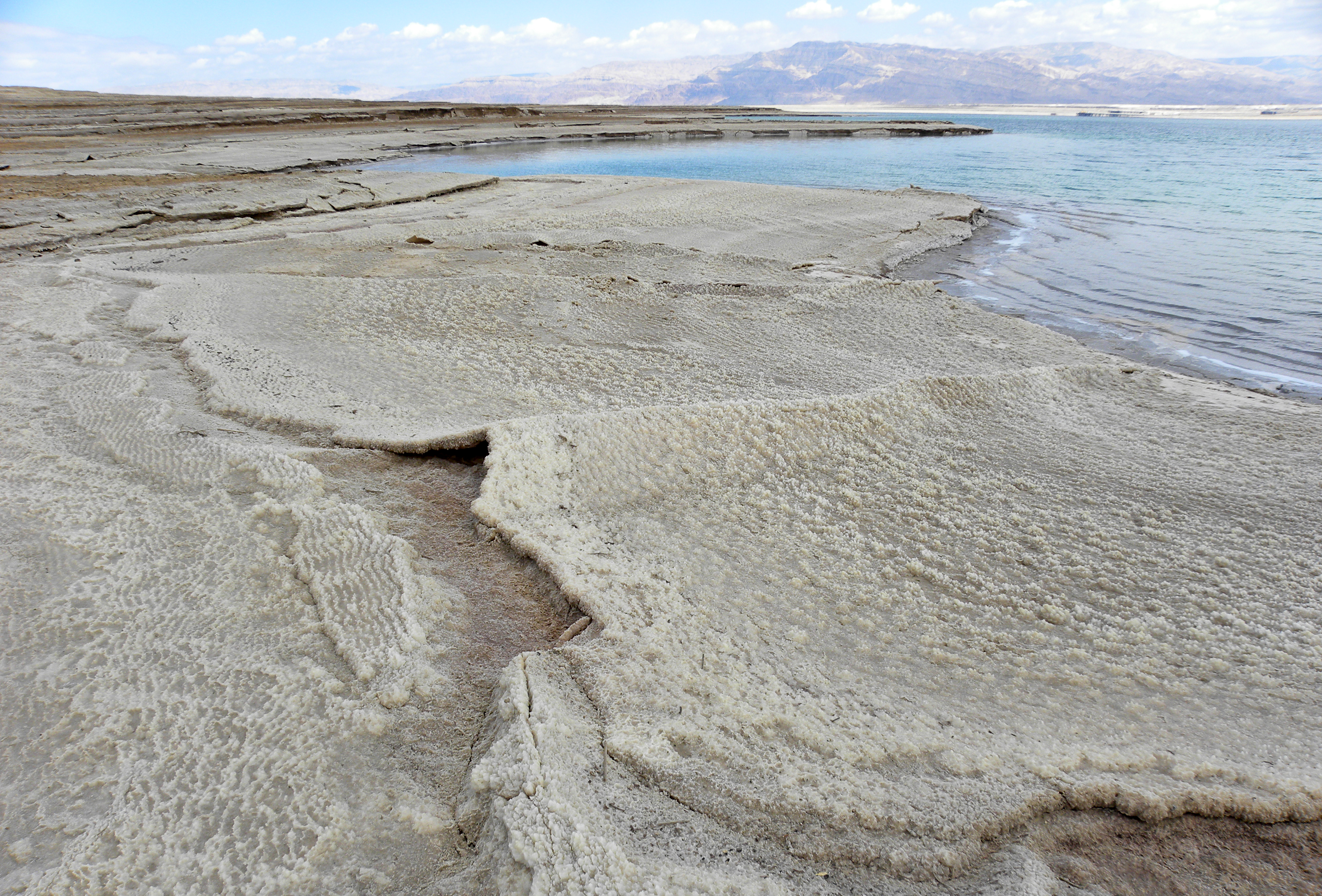
Dipòsits d'halita

L'acumulació de sals produeix una salinitat actual d'unes deu vegades la dels oceans, això és, 350 grams per litre. La composició d'aquesta sal és diferent de la de la mar oberta, ja que es compon d'un 53% de clorur de magnesi, un 37% de clorur de potassi i només un 8% de clorur de sodi o sal comuna (mentre que aquesta última a la resta dels mars és del 97%). La concentració de sulfats és molt baixa; en canvi, la de bromurs és la més alta de les aigües mundials. També hi ha altres elements en proporcions molt menors.
Fins a l'hivern del 1978-79, la mar Morta era formada per dues capes estratificades d'aigua que diferien en la temperatura, la densitat, l'edat, i la salinitat. La capa superior de 35 m, aproximadament, tenia un grau de salinitat que oscil·lava entre les 300 i 400 parts per mil i mostrava una temperatura que oscil·lava entre 19 i 37 °C. Sota d'una zona de transició, en el nivell més baix, hi havia aigües a una temperatura constants d'uns 21,3 °C i una salinitat de 276 grams per quilogram. Com que l'aigua prop del fons era químicament saturada, la sal es precipitava al fons del llac.
A partir de la dècada del 1960, l'entrada d'aigua a la mar Morta pel riu Jordà es va reduir a conseqüència de la irrigació a gran escala i l'escassetat general de precipitacions. El 1975, la capa superior d'aigua de la mar Morta ja era més salada que la capa inferior. No obstant això, la capa superior va continuar suspesa per sobre de la capa més baixa, perquè les seves aigües eren més càlides i per tant, menys denses. Quan la capa superior finalment es va refredar, la seva densitat va augmentar i quan va ser major que la de capa més baixa, les aigües del llac es van barrejar (1978-79). Per primera vegada en segles, el llac era una massa homogènia d'aigua. Des de llavors, l'estratificació ha començat a desenvolupar-se una altra vegada. El contingut de minerals de la mar Morta és molt diferent del dels oceans. La composició exacta de l'aigua de la mar Morta varia principalment amb l'estació, la profunditat i la temperatura. A la dècada del 1980, la concentració d'espècies iòniques (en g/kg) de l'aigua superficial del llac era Cl− (181,4), Br− (4,2), SO₄2− (0,4), HCO₃− (0,2), Ca2+ (14,1), Na+ (32,5), K+ (6,2) i Mg2+. La salinitat total era de 276 g/kg. Els resultats mostren que la proporció de sals com clorurs anhidres era: un 14,4% de clorur de calci (CaCl₂), un 4,4% de clorur de potassi (KCl), un 50,8% de clorur de magnesi (MgCl₂) i un 30,4% de clorur de sodi (sal comuna, NaCl). En comparació, la sal continguda a l'aigua de la majoria dels oceans i mars és en aproximadament un 97% clorur de sodi. La concentració d'ions sulfat (SO₄2−) és molt baixa, mentre que la concentració d'ions bromurs (Br−) és la més alta de totes les aigües a la Terra. El llac és abundant en minerals, la qual cosa fa que sigui considerat posseïdor de valor terapèutic.
La concentració de sal de la mar Morta fluctua al voltant del 31,5%. Aquesta proporció és inusualment alta i això comporta que la densitat nominal sigui d'1,24 kg/l. Per consegüent, fa que qualsevol persona pugui surar al llac a causa del principi d'Arquimedes. En aquest sentit, la mar Morta és similar al gran llac salat de Utah als Estats Units.
Una característica inusual de la mar Morta és la presència d'asfalt. A les profunditats del llac, hi ha filtracions que constantment emeten petites pedres i blocs d'aquesta substància de color negre. Als jaciments arqueològics del Neolític s'han trobat figuretes recobertes d'asfalt i cranis recoberts de betum. Als processos de momificació de l'antic Egipte s'utilitzava asfalt importat de la regió de la mar Morta.

## Flora i fauna

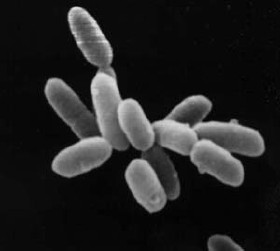
A la mar Morta poden viure pocs organismes, però s'han trobat algunes algues que alimenten bacteris com els halobacteris

Cap ésser viu pot suportar les condicions de vida de la mar Morta, llevat d'alguns microbis especials. Si hi arriba algun peix des del riu, mor en poc temps. En cas de precipitacions inusualment importants, el llac es pot cobrir d'algues vermelles. Entre la fauna de les ribes, on hi ha altes muntanyes i el clima és més benigne, s'hi troba el lleopard, la cabra salvatge (íbex de Núbia), xacals, el voltor i centenars d'aus, entre aquestes la cigonya comuna i la negra.
Aquesta massa d'aigua es denomina "morta" perquè la seva alta salinitat impedeix la vida dels organismes aquàtics, com peixos i plantes aquàtiques, tot i que si hi són presents petites quantitats de bacteris i fongs.
En temps d'inundacions, el contingut de sal de la mar Morta pot caure de la seva salinitat habitual del 35%, a xifres del 30% (o encara en un tant per cent menor). La mar Morta temporalment torna a la vida arran d'hiverns plujosos, amb importants aportacions d'aigua dolça. El 1980, després d'una d'aquestes pluges d'hivern, el blau fosc de la mar Morta es transformà en un color vermellós. Investigadors de la Universitat Hebrea van descobrir que la mar Morta s'omplí d'un tipus d'alga anomenada Dunaliella. La Dunaliella alimenta, al seu torn, determinats halobacteris que contenen carotenoides (pigments vermells); la seva presència causà el canvi de color. Des del 1980, la conca de la mar Morta ha estat seca, i les algues i els bacteris no han tornat a aparèixer en xifres mesurables.
A les muntanyes que envolten la mar Morta es troben moltes espècies d'animals. Els excursionistes poden veure camells, cabres, llebres, xacals, guineus i, fins i tot, lleopards. També habiten a la zona centenars d'espècies d'aus. Tant Jordània com Israel-Palestina han establert reserves naturals en tot el territori de la mar Morta.
El delta del riu Jordà va ser una veritable selva del papir i palmeres. Flavi Josep descriu Jericó com "el terreny més fèrtil de Judea". A l'època romana i romana d'Orient, el comerç de la canya de sucre, la henna, i el Ficus sycomorus van convertir la part baixa de la vall del Jordà en una zona rica. Un dels productes més valuosos produïts a Jericó va ser el bàlsam de la Meca (Commiphora gileadensis), que s'obté de la saba d'aquest arbre del gènere Commiphora, que es convertia en un perfum. Però al segle xix aquest comerç havia desaparegut.

## Explotació
Des de l'antiguitat, s'explota el betum i l'asfalt i des del 1929, hi ha fàbriques en el mateix llac que n'extreuen minerals diversos. El turisme s'ha desenvolupat molt des del 1960, atret pels balnearis i l'excepcionalitat del llac. L'aigua conté 21 minerals amb propietats relaxants i nutritives per a la pell, activadores del sistema circulatori per problemes reumàtics. Tot i això, el contacte de l'aigua fa mal als ulls.

### Indústria

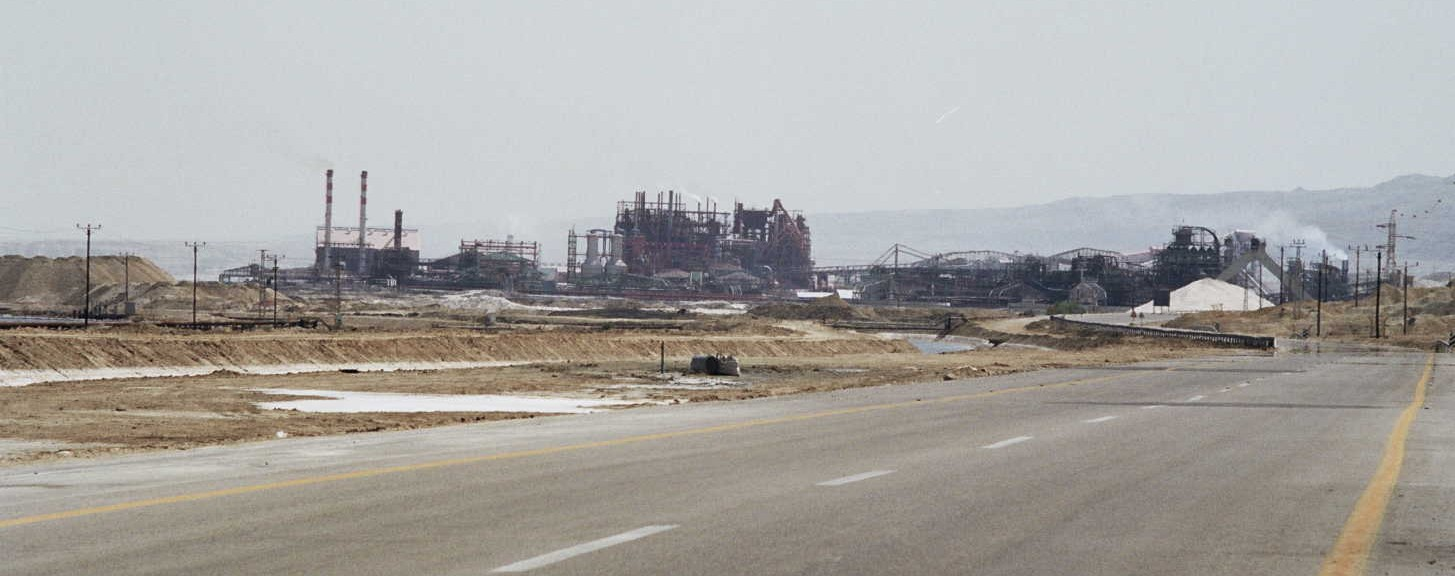
Vista de les instal·lacions de la companyia Dead Sea Works que explota la sal a la riba israelianopalestina

A la primera part del segle xx, la mar Morta va començar a atreure l'interès dels químics i en van deduir que aquest mar era un dipòsit natural de potassi i brom. La Palestina Potash Company va ser constituïda el 1929 pel seu fundador, l'enginyer siberià Moshe Novomeysky, jueu i pioner de l'explotació del llac Baikal. La primera planta era a Kalia, a la riba nord, i produïa potassi o clorur de potassi per evaporació de la salmorra al sol. El 1934, es va construir una segona planta a la riba sud-oest, a la zona del mont Sodoma, al sud de la península de Lisan. Durant la Segona Guerra Mundial, la Palestina Potash Company va arribar a subministrar la meitat de la potassa de la Gran Bretanya, però al final va esdevenir una víctima de la guerra araboisraeliana del 1948. El que en va quedar va ser nacionalitzat el 1952, creant en el seu lloc la Dead Sea Works Ltd com una empresa pública per a extreure potassi i altres minerals de la mar Morta, empresa que fou posteriorment privatitzada i avui és propietat de la companyia Israel Chemicals Ltd. A partir de la salmorra de la mar Morta, produeix (2001) 1,77 milions de tones de potassa, 206.000 tones de brom elemental, 44.900 tones de sosa càustica, 25.000 tones de magnesi, i clorur de sodi. A la riba jordana del llac, es va constituir el 1956 la companyia Arab Potash, que produeix 2 milions de tones de potassi anuals, així com clorur de sodi i brom. Les dues empreses utilitzen extensivament basses d'evaporació per a la producció de carnalita, clorur de magnesi i potassi, que després es processen per produir clorur de potassi.
Les salines es troben separades per un dic central en direcció nord-sud que ressegueix aproximadament la frontera internacional entre Jordània i Israel-Palestina. A la banda israelianopalestina, hi ha una central elèctrica que permet la producció de magnesi metàl·lic a l'empresa filial Dead Sea Magnesium Ltd. Les salines són visibles des de l'espai.
A causa de la popularitat de les propietats terapèutiques i curatives de les aigües del llac, diverses empreses han mostrat interès en la fabricació i el subministrament de sals de la mar Morta com a matèria primera per a productes de bellesa i cura de la pell.
Malgrat que la mar morta es troba entre Jordània i la Palestina històrica, i actualment la meitat de la seva costa occidental limita amb el territori palestí ocupat de Cisjordània (també anomenada Ribera Occidental), la població palestina no pot explotar cap dels seus recursos per les restriccions, prohibicions d'accés i impediments de l'estat ocupant d'Israel. Per aquest motiu nombroses entitats de drets humans i activistes d'arreu del món han denunciat l'espoli dels recursos palestins per part d'empreses israelianes com Israel Chemicals Limited (que a Catalunya és propietària d'Iberpotash, l'empresa que explota les mines de potassa de Súria i Sallent, al Bages). Segons un estudi de 2013 del banc Mundial, si l'empobrida economia Palestina no tingués vetat l'accés al Mar Mort, només amb el turisme podria generar milers de llocs de treball i centenars de milions d'€. Els acords d'Oslo de 1995 preveien un comitè conjunt per a permetre la participació econòmica palestina en els recursos de la Mar morta, però Israel ha impedit que es reunís durant 20 anys.

### Efectes sobre la salut i teràpies

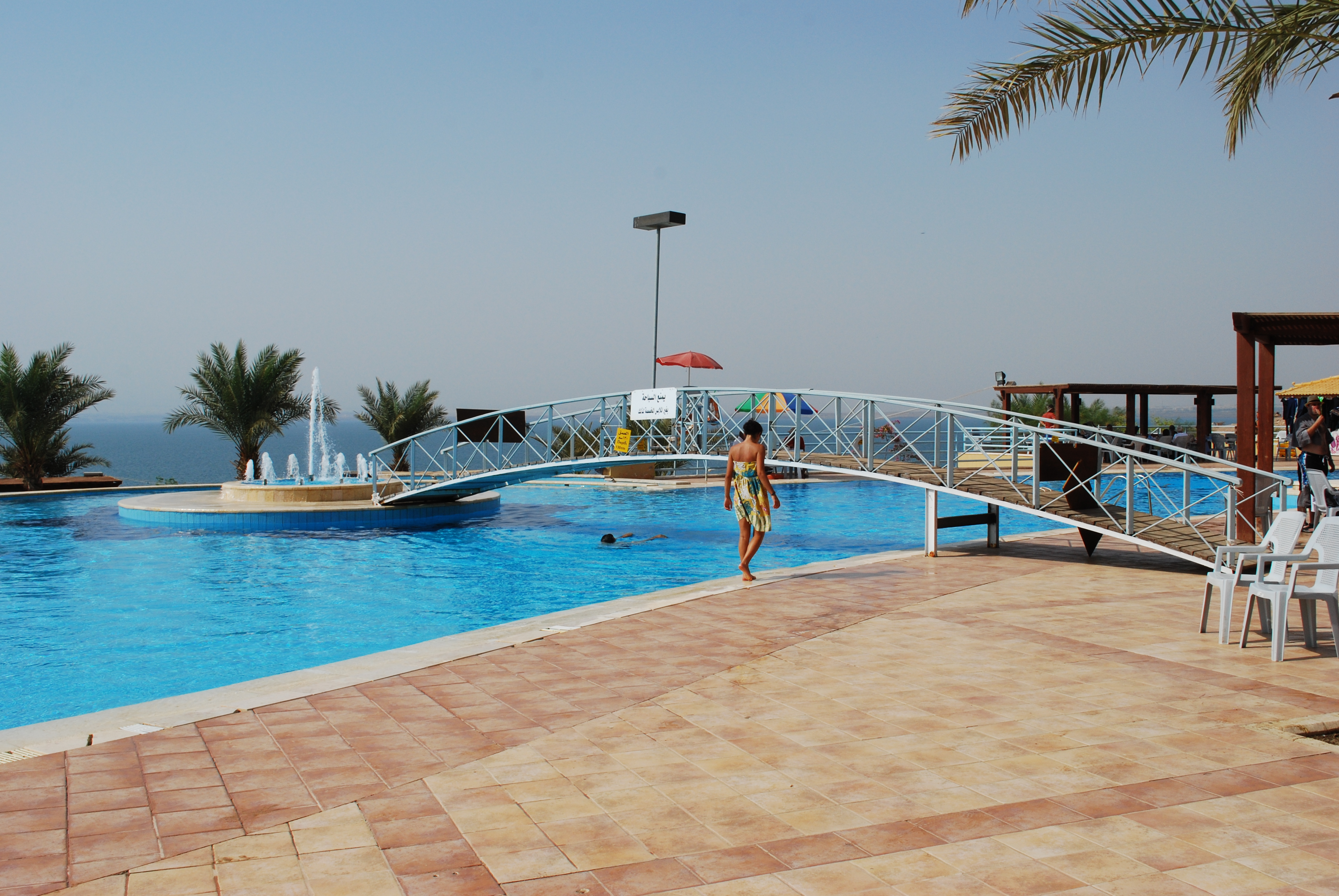
Un establiment turístic a la riba de la mar Morta

La zona de la mar Morta ha esdevingut un important centre de recerca sobre la salut i el seu tractament per diverses raons: pel contingut mineral de l'aigua, pel contingut molt baix de pol·len i d'altres al·lergògens a l'atmosfera, la reduïda proporció de llum ultraviolada a la radiació solar, o la pressió atmosfèrica més alta -que en aquesta gran profunditat tenen uns efectes específics sobre la salut. Per exemple, les persones que pateixen problemes de malalties respiratòries, com la fibrosi quística, semblen beneficiar-se de la pressió atmosfèrica més gran. Les persones que pateixen trastorns de la pell com la psoriasi també es beneficien de la possibilitat de prendre el sol durant llargs períodes en aquesta zona gràcies a la seva posició per sota del nivell de la mar que fa que es redueixi la quantitat de radiació solar ultraviolada.
Per això, el clima de la regió i la seva baixa elevació l'han convertida en un popular centre de diversos tipus de teràpies:
- Climatoteràpia: tractament que explota les característiques climàtiques locals com, per exemple, la temperatura, la humitat, la llum solar, la pressió atmosfèrica i altres característiques de l'atmosfera.
- Helioteràpia: tractament que aprofita els efectes biològics de la radiació solar.
- Talassoteràpia: tractament que explota el bany a les aigües de la mar Morta.

## Recessió i problemes ambientals

La disminució del nivell de l'aigua de la mar Morta

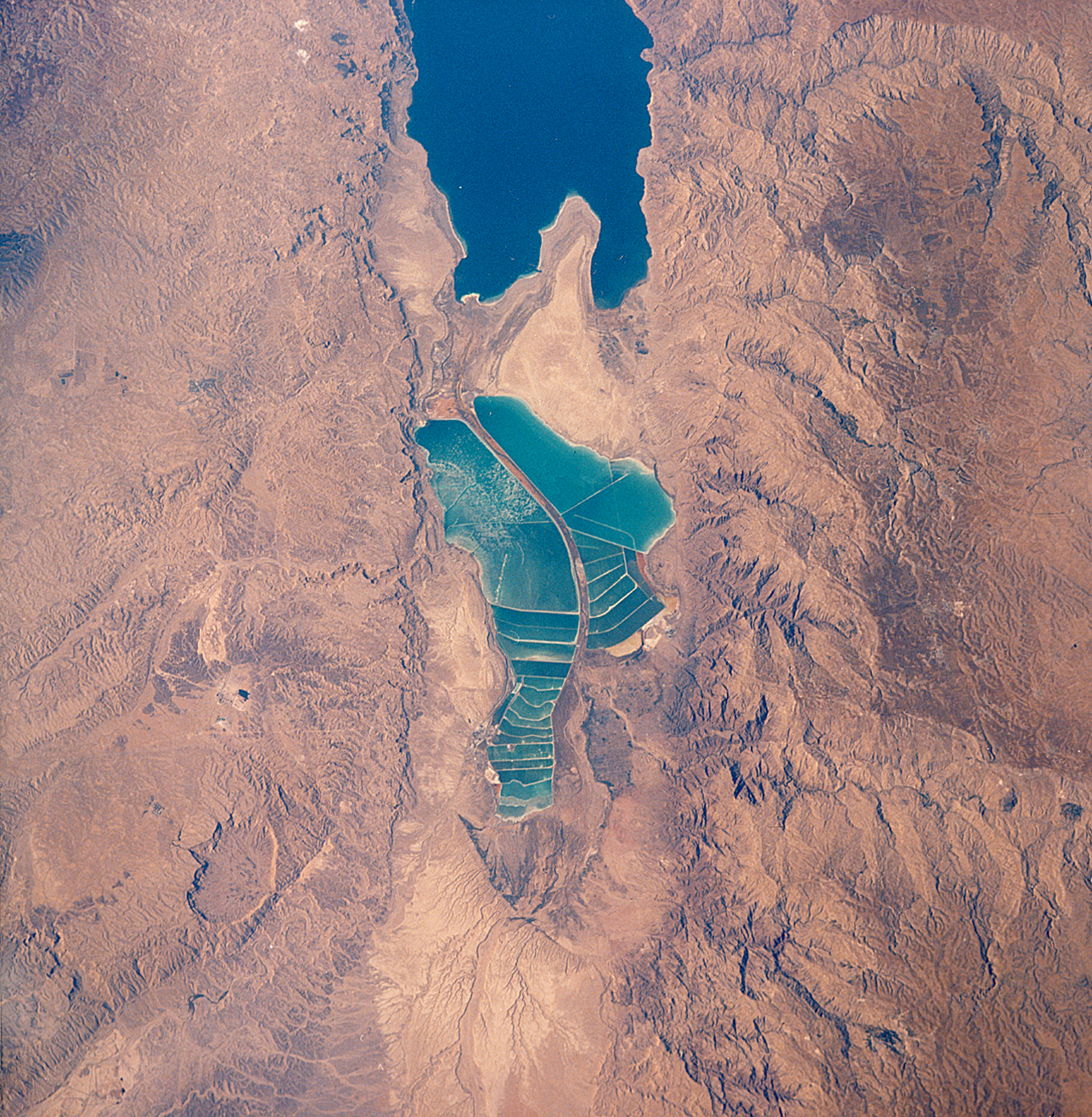
Aquesta fotografia del 1989, presa des del transbordador Columbia, mostra com el que havia estat la península de Lisan ha avançat fins a dividir el llac en dos a causa dels descens del nivell de l'aigua

En els últims decennis, la mar Morta ha patit una ràpida disminució de la seva superfície a causa de la desviació d'aigua del riu Jordà vers el nord. L'extrem sud és alimentat per un canal gestionat per una companyia que explota les matèries primeres de la mar. S'ha passat de ser una depressió situada a 395 m per sota del nivell de la mar el 1970, a 418 metres sota el nivell de la mar el 2006, fet que suposa una baixada de 22 metres, i ha arribat a baixar un metre per any. A mesura que disminueixi el nivell de l'aigua, les característiques del llac i els seus voltants canviaran substancialment.
Des del 1960, el gran increment del regadiu a Jordània i Israel-Palestina ha fet reduir les aportacions del riu Jordà i la mar Morta està disminuint el seu volum de tal manera que, segons alguns científics, podria desaparèixer en 50 anys; d'altres diuen que no ho farà perquè, en incrementar la salinitat, disminuirà l'evaporació i s'arribarà a un equilibri físic.
El descens del nivell del llac ha estat seguit per un descens del nivell del mantell freàtic, i ha provocat que les salmorres que ocupaven les capes subterrànies prop de la costa hagin estat eliminades per l'aigua dolça. Es creu que aquesta és la causa de la recent aparició de les grans dolines al llarg de la riba occidental, ja que l'entrada d'aigua dolça dissol les capes de sal ràpidament, i crea cavitats subterrànies que, posteriorment es desplomen per formar aquestes dolines.

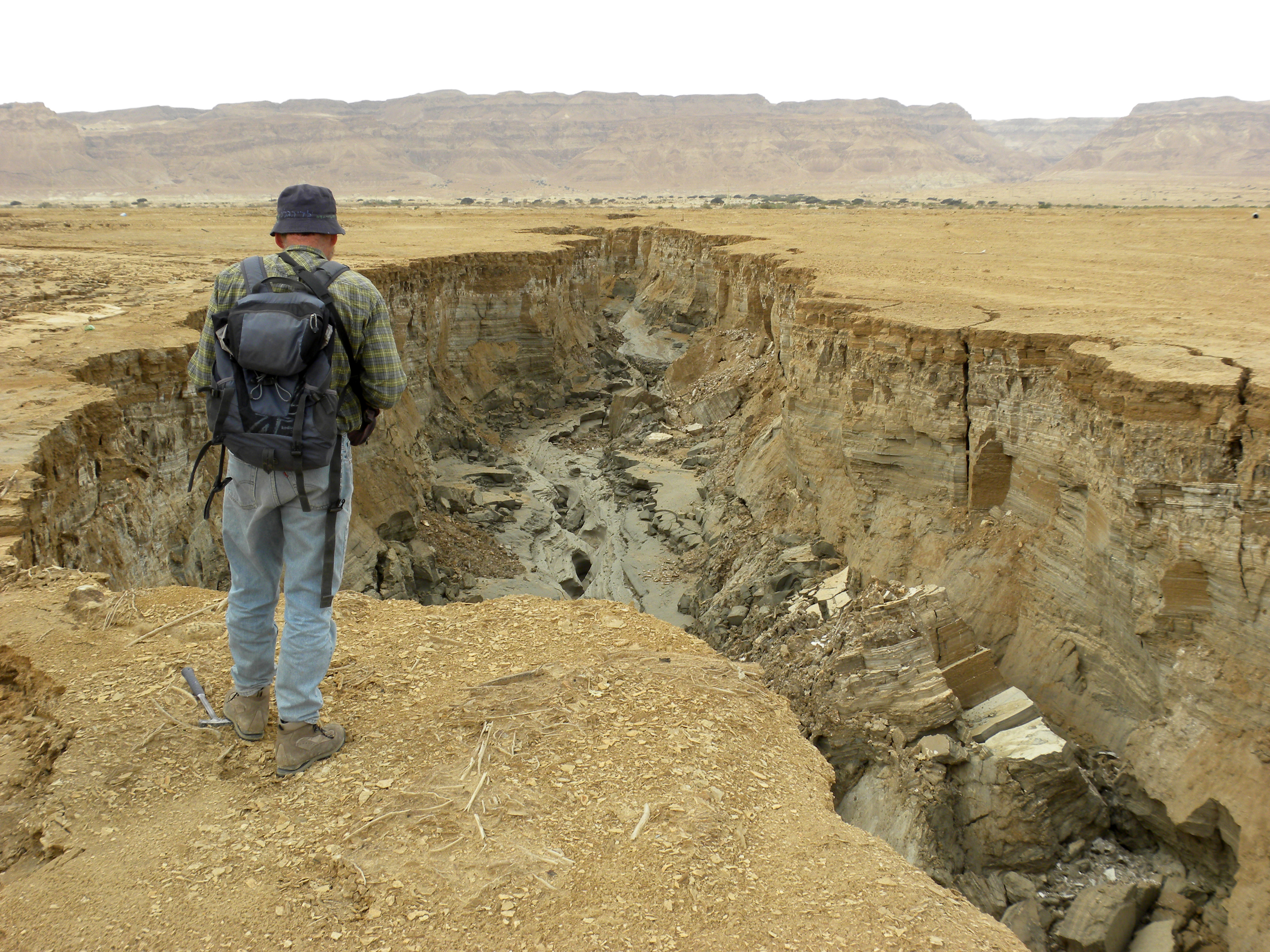
Xaragalls en sediments no consolidats de la mar Morta exposats per la recessió, que van ser excavats per les inundacions de les muntanyes de Judea, en menys d'un any

El maig del 2009, Jordània va anunciar al Fòrum econòmic mundial els seus plans per dur a terme el "Projecte nacional jordà de desenvolupament de la mar Roja", un pla per a transportar aigua de la mar Roja, a prop d'Àqaba, fins a la mar Morta. L'aigua seria dessalinitzada al llarg del recorregut de 195 km per a subministrar aigua dolça a Jordània, i les salmorres serien abocades a la mar Morta per al seu reompliment.
L'octubre del 2009, Jordània va anunciar l'acceleració dels plans per extreure al voltant de 300 milions de metres cúbics d'aigua a l'any de la mar Roja, dessalinitzant-la per al seu ús com a aigua dolça i enviant les aigües residuals a la mar Morta a través d'un túnel (tot i les preocupacions sobre la manca de temps per avaluar l'impacte ambiental potencial). El 2013, després d'anys d'estudi, es va realitzar la cerimònia de signatura entre Israel, Jordània i l'Autoritat Palestina, i l'inici del subministrament d'aigua es preveia que fos l'any 2017.
En una conferència regional, el juliol del 2009, alguns assistents van expressar una major preocupació sobre la disminució del nivell d'aigua del llac. Alguns van suggerir que podria ser necessari reduir l'activitat de diverses indústries del voltant de la mar Morta, i d'altres van aconsellar una sèrie de possibles mesures per a restablir les condicions ambientals. Això podria incloure l'augment del cabal del riu Jordà per reomplir el llac. Actualment, només les aigües residuals i els efluents de les basses de cria de peixos circulen per la llera del riu. A més, els experts van afirmar la necessitat d'esforços estrictes de conservació i també van dir que l'agricultura no hauria de ser ampliada i que les fonts de contaminació haurien de ser reduïdes.

## Galeria d'imatges

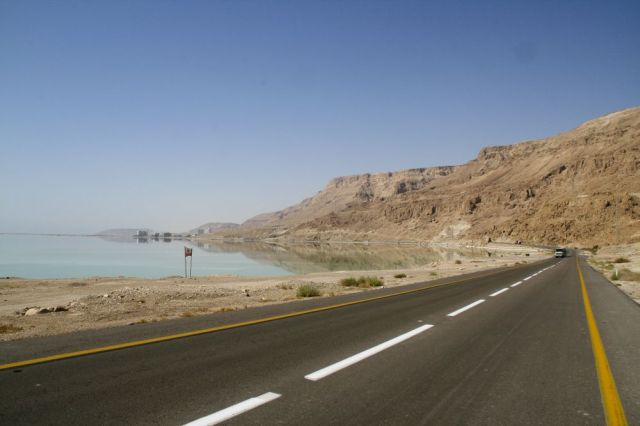
Autopista israelianopalestina al costat de la mar Morta
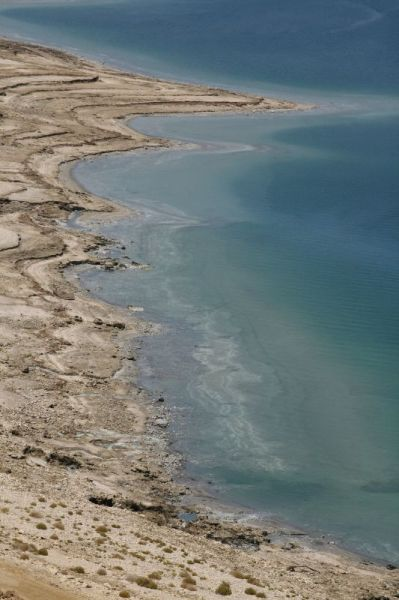
Costa revirada
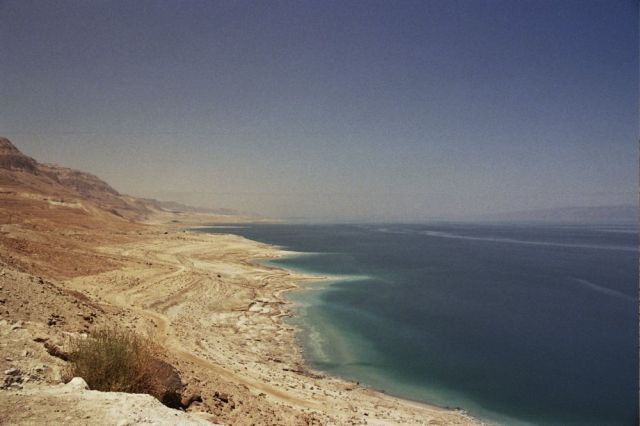
Costa (des d'Israel-Palestina)
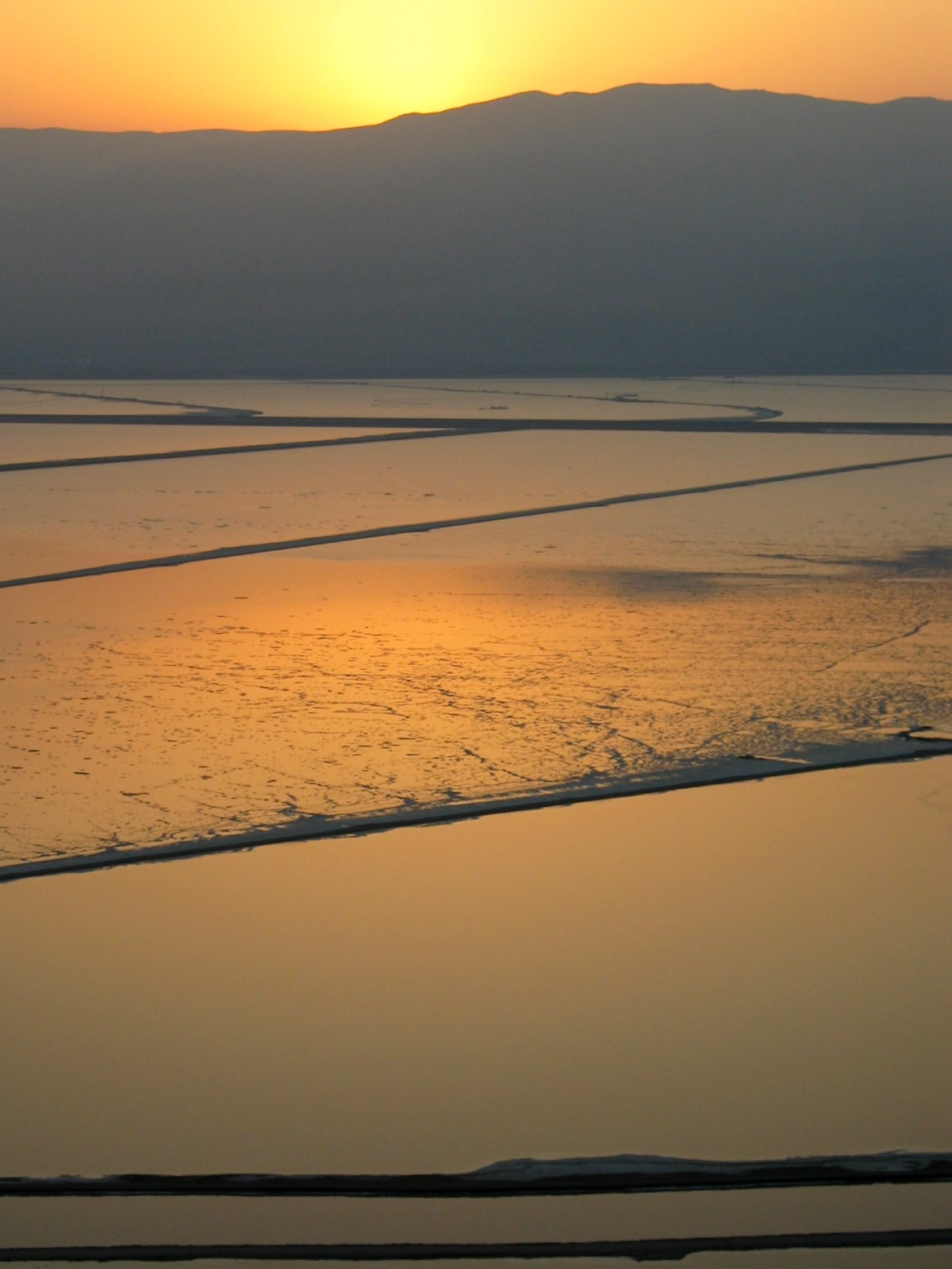
Alba a la mar Morta (des de la muntanya de Sodoma, Israel-Palestina)
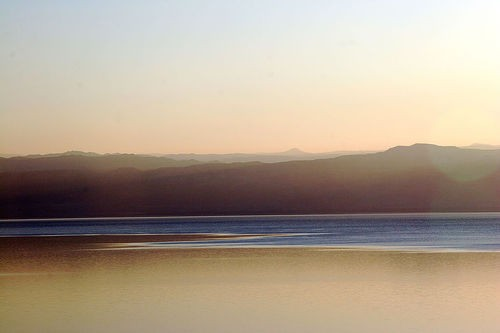
Mar Morta al crepuscle (des de Suwayma, Jordània)
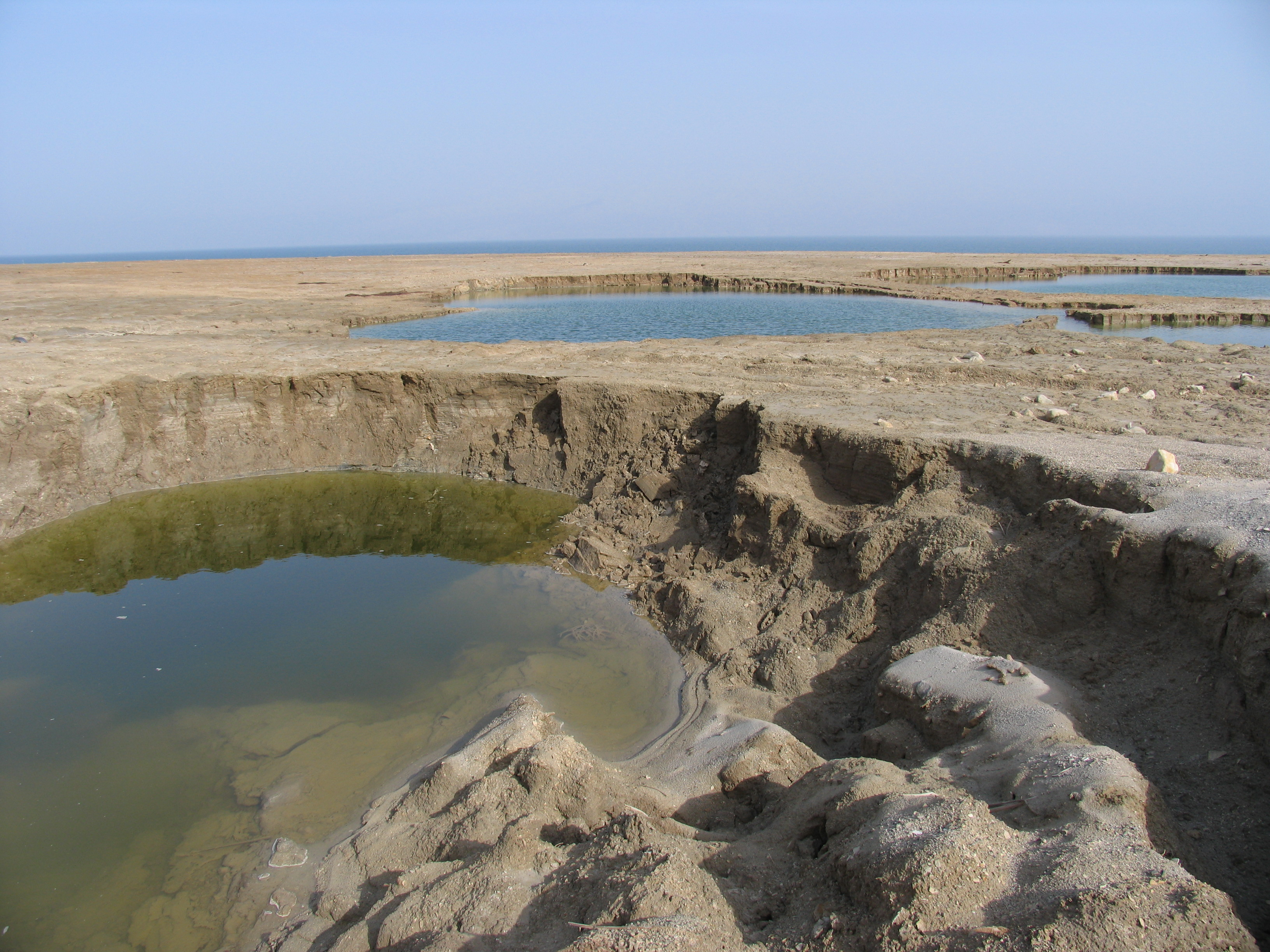
Basses a Mineral Beach